# Роджер Вотерс
Джордж Ро́джер Во́терс (англ. George Roger Waters; нар. 6 вересня 1943 року) — британський прогресивний музикант, рок-композитор, поет. Найвідоміший своєю кар'єрою та лідерством в англійському рок-гурті «Pink Floyd» (1960—1985).  
Він став одним із засновників рок-гурту «Pink Floyd» як басист. Після відходу автора пісень, Сіда Барретта, у 1968 році, Вотерс став автором текстів, солістом-вокалістом і концептуальним лідером «Pink Floyd» до свого відходу у 1985 році. 

## Життєпис

### Юність (1943—1960)
Джордж Роджер Вотерс прийшов на світ у селі Грейт Букгам, графство Суррей, а виростав у Кембриджі.
Хоча його батько, Ерік Флетчер Вотерс, був комуністом і палким пацифістом, воював у Другій світовій війні i 1944 року загинув під час операції «Шінґл», відомій також як битва під Анціо, коли Роджер мав заледве п'ять місяців. Ця подія справила значний вплив на пізнішу творчість Вотерса — бачимо в ній чималий відгомін і багато натяків на цю втрату, зокрема на виданому 1983 року, присвяченому батькові альбомі «The Final Cut», а також у творі «When the Tigers Broke Free», поміщеному на початку екранізації альбому «The Wall». Проте образ надокучливої, причіпливої матері, також створеної для потреб цього образа, за словами автора, не мав нічого спільного з Мері Вотерс, вчителькою і активісткою з крайніми поглядами.
У Кембриджі Вотерс ходив до школи разом із Сідом Барреттом, тим часом як Девід Ґілмор вчився на другому боці вулиці. А з Ніком Мейсоном і Річардом Райтом він познайомився під час навчання на архітектурному факультеті в Лондонському політехнічному університеті.

### Діяльність у гурті «Pink Floyd» (1960—1985)
У 1965 році разом зі знайомим ще зі школи Сідом Барреттом, а також двома друзями з університету, Ніком Мейсоном і Річардом Райтом, заснував гурт «Pink Floyd». Хоча на початках саме Барретт був найбільшою творчою силою гурту, на дебютному альбомі, «The Piper at the Gates of Dawn», опинилася також одна композиція Вотерса «Take Up Thy Stethoscope and Walk». Альбом мав чималий успіх і посприяв популярності гурту. Коли щораз гірше психічне здоров'я тогочасного лідера почало призводити до вкрай непередбачуваної поведінки, що унеможливлювало його подальшу працю, Вотерс намагався змусити його пройти психіатричне лікування. Коли це не принесло жодних результатів, до гурту Pink Floyd долучився новий гітарист, якого Вотерс знав ще з часів Кембриджа, Девід Ґілмор, яким остаточно замінили Барретта під кінець 1967 року. Навіть попередні менеджери гурту були переконані, що без участі талановитого лідера далеко вона не зайде. Однак Вотерс заповнив цю прогалину і відтоді саме він мав вирішувати напрямок творчих пошуків гурту Pink Floyd. Саме цей склад — з Ґілмором та Вотерсом — довів гурт до піку слави в 70-х роках і створив альбоми, які донині мають велике визнання серед критиків і слухачів.

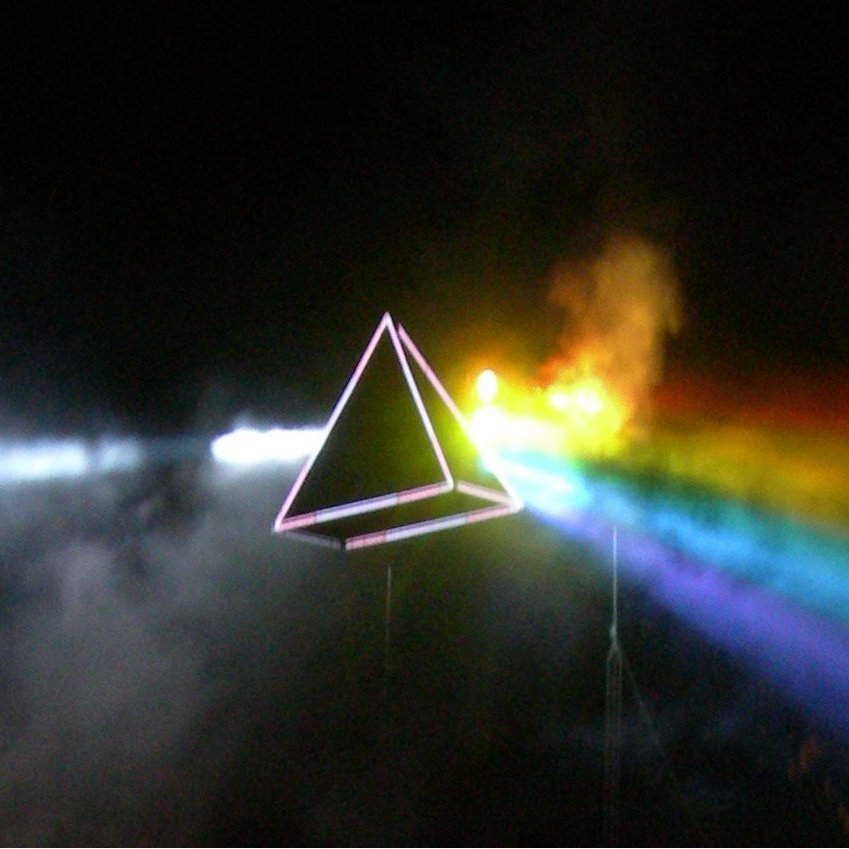
Призма, інспірована обкладинкою «Dark Side of the Moon»

У 1970 році Вотерс співпрацював з британським композитором Ron Geesin (який також створив титульну сюїту на платівці «Atom Heart Mother») над звуковою доріжкою для фільму «The Body». Здебільшого вона складається з інструментальних творів, у які вплетені пісні Вотерса. У гурті Pink Floyd він стає головним автором текстів пісень, чим справляє щораз більший вплив на діяльність гурту: саме його ідеї ставали поштовхом і головним лейтмотивом створюваних гуртом Pink Floyd концептуальних альбомів («The Dark Side of the Moon», «Wish You Were Here»), для котрих він написав усі тексти пісень і частину музики. Пізніше Вотерс також став головним композитором гурту, в основному самотужки написавши музику для платівок «Animals» і «The Wall» (хоча продовжував опрацьовувати з Ґілмором музичне аранжування для таких творів, як скажімо «Comfortably Numb» чи «Run Like Hell»).
Хоча у Вотерсі зазвичай бачать бас-гітариста i вокаліста, він теж грає на ритм-гітарі (у композиціях «Pigs (Three Different Ones)» i «Sheep» з альбому «Animals»). Він також додавав звуки синтезатора і спецефекти до композицій на попередніх альбомах. Під час своїх гастролей також підіграє на акустичній гітарі, зокрема виконуючи композиції з альбому «The Final Cut».
Колеги з гурту задоволено дивилися на Вотерса як на свого автора текстів, а також на головного провидця доти, доки могли спільно шукати нові музичні ідеї (Ґілмор називав його «дуже хорошим промоутером і, поза всяким сумнівом, чудовим автором текстів пісень» навіть у період найбільших суперечностей між ними, у 1985 році). Декотрі з найпопулярніших та найулюбленіших серед фанів творів, як скажімо «Echoes», «Time», «Us and Them» або «Shine on You Crazy Diamond», справляють потужну синергію, зумовлену поєднанням блискучих текстів Вотерса, музичного інстинкту Ґілмора, делікатного, сповненого влучності гри на ударних інструментах Ніка Мейсона, а також клавішних обертонів, створюваних Райтом. На жаль, ця крихка рівновага впливів, на думку Вотерса, захиталася через спільне виснаження. Саме участь у творчому процесі став головним яблуком розбрату того нелегкого періоду; здебільшого Девід Ґілмор вважав, що його внесок у багато творів (наприклад, зворушливе гітарне соло в «Another Brick in the Wall») недооцінили і не помітили. А ударник Нік Мейсон у своїй книжці «Inside Out: A Personal History of Pink Floyd», характеризує тогочасного Вотерса як людину, котра інколи дає волю своїм бурхливим амбіціям. Саме він під час праці над альбомом «The Wall» прийняв суперечливе рішення про те, щоб попросити піти з гурту Річарда Райта, коли його особисті проблеми почали позначатися на створенні альбому. Пізніше, коли Вотерс здійснював великі гастролі, представляючи свій opus magnum майже щовечора — з Девідом Ґілмором як музичним керівником,— Райт супроводжував колишніх колег у ролі музиканта-гостя.
Останній плід співпраці Вотерса, Ґілмора і Мейсона — «The Final Cut» — побачив світ у 1983 році. Текст на обкладинці описує альбом як витвір «авторства Роджера Вотерса, у виконанні Pink Floyd»; отже, на думку декотрих прихильників, його треба вважати радше сольним альбомом Вотерса, а не платівкою гурту. Це була платівка гурту, яка мала найменший попит на ринку за десятиліття. Ґілмор безуспішно намагався затягнути її видання аж до часу, коли вдасться написати для неї більше матеріалу. Вотерс відмовився, а після, у 1985 році оголосив про розпад гурту через разючу різницю в поглядах. Його подальші баталії з Ґілмором, який хотів далі використовувати назву «Pink Floyd», перейшли у взаємну тяганину по судах та публічні взаємні звинувачення в пресі. Вотерс в основному наводив такі аргументи: оскільки гурт заснував він разом із Сідом Барреттом, Ніком Мейсоном і Річардом Райтом, Девід Ґілмор не має, по суті, жодних прав до назви, яка належить цим чотирьом. Він також вважав, що з огляду на своє авторство більшості матеріалу, який був створений після відходу Сіда Барретта, у цій сфері йому належить пальма першості. Так чи інакше права на назву та більшості композицій виграли Девід Ґілмор і Нік Мейсон, а за Вотерсом збереглися права до альбомів «Animals», «The Final Cut» і «The Wall» (за винятком трьох композицій, співавтором яких був Ґілмор), а також заявляв про право на знаний символ, так званих «поросят Pink Floyd».
Тільки роки співпраці, окреслювані найчастіше як період з 1971 по 1979 рік, на думку багатьох слухачів мають право називатися «класичним» Pink Floyd, з огляду на якість тогочасних композицій, а також великий вплив гурту на музичну культуру. Аналіз 1987 року, здійснений часописом Rolling Stone, тим часом підкреслює цікаву тезу, що створений після розпаду гурту сольний альбом Вотерса «Radio K.A.O.S.», поєднаний з майже одночасно скомпонованим твором «післявотерського» Pink Floyd, «A Momentary Lapse of Reason» — дав би в результаті твір, який міг стати гідним наступником «The Dark Side of the Moon». У 2005 році Вотерс погодився долучитися до гурту під час низки концертів «Live 8», які організував Боб Ґелдоф, i внаслідок цього 2 липня того ж року всі четверо вперше (і востаннє) за 24 роки спільно вийшли на сцену.

### Ранні сольні роки (1985—2005)

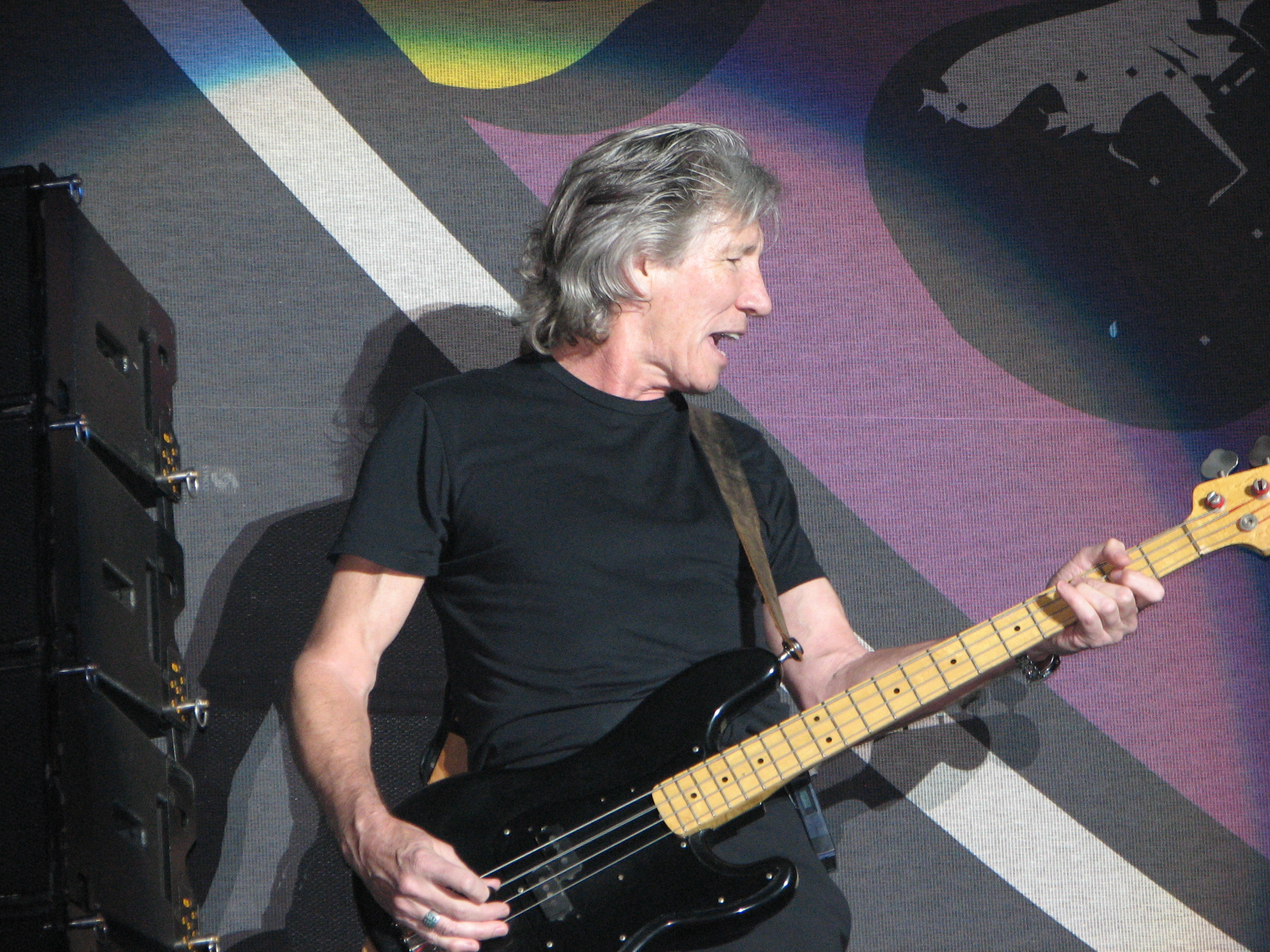
Роджер Вотерс під час Arrow Rock Festival, 10 червня 2006

Покинувши гурт, Вотерс розпочав сольну кар'єру і видав три концептуальних альбоми, а також звукову доріжку до фільму, але все це не мало великого попиту на ринку. Проте його зусилля не залишилися непоміченими критиками, які постійно порівнювали це з колишніми досягненнями «Pink Floyd».
Перший справжній сольний альбом Вотерса «The Pros and Cons of Hitch Hiking» торкався питання фантазій уві сні. У список музикантів, які допомагали йому у творенні цього альбому, увійшли такі зірки, як гітарист Ерік Клептон і джазовий саксофоніст Дейвід Санборн. Його концепція з'явилася водночас із першовзірцем альбому «The Wall», i разом з ним була представлена решті учасників гурту. Однак вони захотіли працювати над другим, бо вважали The Pros and Cons of Hitch Hiking« матеріалом надто особистим для Вотерса. Тож він вирішив відкласти його для свого сольного альбому, який пізніше зібрав вельми розбіжні у поглядах рецензії: Курт Лодер назвав його в часописі Rolling Stone „дивовижно статичним і дещо огидним записом“, оцінивши його однією зіркою з п'яти можливих, тимчасом як оцінки слухачів коливалися між чотирма і п'ятьма. З іншого боку, критик Майк ДеҐаґне з Allmusic хвалив альбом за його „майстерну символіку“ і „чудово використаний потік свідомості у межах царини підсвідомості“, оцінивши його на чотири зірки з п'яти.
У 1986 році Вотерс скомпонував кілька пісень для саундтреку у фільмі „Коли віє вітер“. Його гурт, до складу якого входив між іншим Paul Carrack, виступав під назвою The Bleeding Hearts Band.
У 1987 році, усе ще в супроводі учасників The Bleeding Hearts Band, Вотерс видав свій наступний концептуальний альбом — „Radio K.A.O.S.“, що розповідає про чоловіка на ім'я Біллі, який міг чути радіохвилі. Після прем'єри відбулися гастролі. Але цей сольний альбом не мав такого попиту, до якого звик Вотерс будучи учасником Pink Floyd. Однією з причин цього міг бути той факт, що решта його учасників були в той самий час на гастролях, популяризуючи свій новий альбом „A Momentary Lapse of Reason“. Саме в той час Вотерс висловив відому фразу: „Я змагаюся із самим собою і програю“.
Після повалення Берлінського муру у 1989 році Вотерс запланував грандіозний концерт, який би увіковічнив кінець поділу Німеччини та Європи і який відбувся в Берліні 21 липня 1990 року. На ньому був представлений матеріал з альбому „The Wall“. Подія відбулася на Потсдамській площі, тобто на місці, яке колись перетинав зовсім інший мур. У концерті брали участь у ролі гостей багато зірок (між іншим Bryan Adams, Sinéad O'Connor, Van Morrison), і присутніх на ньому було понад 300 тисяч прихильників, а також приблизно 5 мільйонів дивилося цей концерт по телебаченню в усьому світі.
Виданий 1992 року альбом Amused to Death є, очевидно, найбільш визнаний критиками сольний альбом Вотерса; декотрі рецензенти поставили його на один щабель з такими ранішніми досягненнями Вотерса в Pink Floyd, як, скажімо, „The Wall“. Також йому вдалося виштовхнути хіт „What God Wants, Pt. 1“, який дістався четвертого місця на хіт-параді Hot Mainstream Rock Tracks. На ведучій гітарі тут грав інший відомий музикант, Джефф Бек.
У 1999 році Вотерс вирушив у гастрольну подорож In the Flesh Tour, під час якої представляв свої найкращі досягнення: як з часів Pink Floyd, так і сольні. Ці гастролі мали великий успіх у США. З огляду на малу зацікавленість популяризаторськими концертами „Radio K.A.O.S.“, цього разу домовлялися про менші зали, але через величезне зацікавлення цією подією невдовзі концерти довелося перенести у просторіші місця. За обставин, коли Pink Floyd Девіда Ґілмора від 1994 перебував у бездіяльному стані, a альбоми гурту все ще мали великий попит, Вотерс мав великий успіх. План гастролей дуже розширився: квитки мали такий попит, що ці гастролі довелося розтягнути на три роки. Майже всі концерти пройшли на аншлаг. Після гастролей один з концертів, записаний у Портленді, штат Орегон, був виданий на CD i DVD за назвою „In the Flesh Live“. Перлиною виступу на цих гастролях Вотерс зробив свої дві найновіші композиції, які написав для наступного альбому „Flickering Flame“ i „Each Small Candle“.
У червні 2002 Вотерс виступив на Ґластонберському фестивалі, виконавши чимало старих композицій Pink Floyd. Тоді вперше систему звукопідсилення було розташовано над публікою, щоб створити враження, ніби звукові ефекти літають серед натовпу.
У середині 2004 року студія Miramax оголосила, що збирається поставити на Бродвеї виставу „The Wall“ з Вотерсом у головній ролі. В статтях писали, що в цей мюзикл входили не тільки первісні композиції з „The Wall“, але теж з „The Dark Side of the Moon“, „Wish You Were Here“ та інших альбомів Pink Floyd, у тому числі новий матеріал.
Уночі 1 травня 2004 року відбулася сценічна попередня прем'єра опери Вотерса „Ça Ira“ на честь вступу нових країн в Європейський Союз. Це сталося в місті Валлетті на Мальті. За освітлення вистави взявся Ґерт Гоф. Подію цю висвітлювали всі телеканали Європейського Телерадіомовного Союзу.
У вересні 2004 року Вотерс виставив в інтернеті дві нові композиції, „To Kill The Child“ і „Leaving Beirut“. Написання обидвох було натхнене нападом США i Великої Британії на Ірак у 2003 році. Вотерс, який тепер живе у США, зазначив, що написав їх відразу після початку воєнних дій, але видання затягнув аж до виборчої кампанії 2004 року. Цим він хотів посприяти зменшенню шансу перевиборів Джорджа Буша. Текст „Leaving Beirut“ містить, наприклад, фразу: „О, Джордже! Видно, як ця техаська освіта непогано назнущалася над тобою, коли ти ще був дуже маленький“ (англ. „Oh George! That Texas education must have fucked you up when you were very small“.) Хоча критика у творі здебільшого стосувалася політики американського уряду, в ньому також згадується Тоні Блер: „Не в моє ім'я, Тоні, ти величний воєнний командире“ (англ. „Not in my name, Tony, you great war leader“.) Пісні також були опубліковані обмеженим тиражем у Японії.
Коли 26 грудня 2004 року сталося цунамі через землетрус на дні Індійського океану, спільно з Еріком Клептоном Вотерс виступив на концерті для допомоги жертвам стихії і виконав композицію „Wish You Were Here (пісня Pink Floyd)“.

### Пізніші сольні роки (2005-)

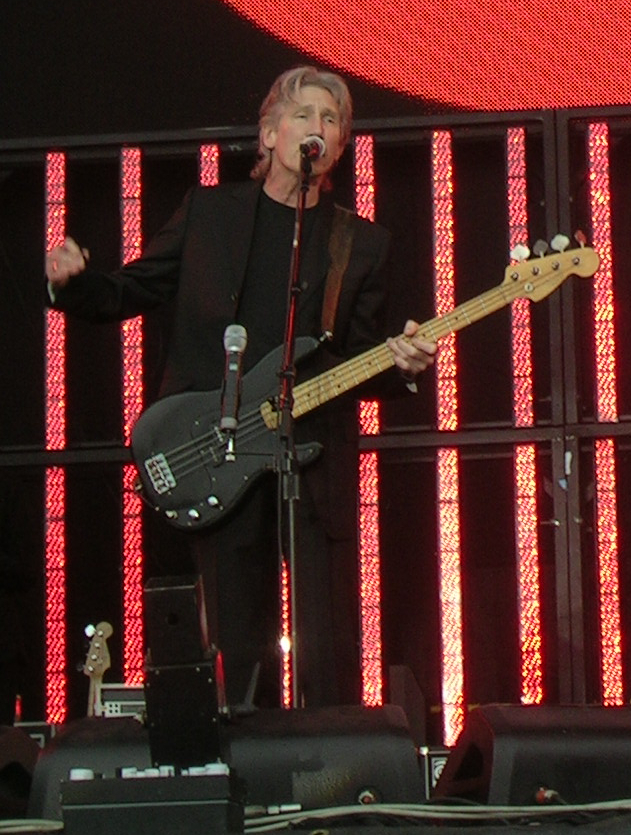
Вотерс під час концерту у 2006 році

Колишній колега Вотерса з гурту, Нік Мейсон, почав відновлювати їхні стосунки у 2002. Порозмовлявши з ним і Бобом Ґелдофом про можливу реактивацію Pink Floyd на „Live 8“, Вотерс порозмовляв з Девідом Ґілмором, i, здається, що саме це допомогло владнати найгостріший конфлікт між ними обома.
2 липня 2005, під час концерту „Live 8“ всі учасники класичного складу гурту вперше після 24 років стали разом на сцені. Виступ тривав 23 хвилини. Прозвучали такі композиції: „Speak to Me/“Breathe», «Money», «Wish You Were Here» і «Comfortably Numb». Перед виконанням «Wish You Were Here» Вотерс сказав: «Я вкрай зворушений, бо знову стою на сцені з трьома приятелями після стількох років; ми стали тут, щоб знову бути частиною цілого. Так чи інакше, ми робимо це для кожного, кого немає з нами, і частково, звичайно, для Сіда».
Однак невдовзі після «Live 8» в інтерв'ю для Ассошіейтед прес Вотерс згадав, що, хоча ця подія принесла йому позитивні враження, шанси на будь-яку серйозну реактивацію є незначні через музичні та ідеологічні розбіжності між ним та Ґілмором. В інтерв'ю для часопису Rolling Stone він і далі відкидав таку можливість, кажучи: «Поступатися протягом одного дня я ще можу, але не всі (…) гастролі». Пізніше, в одному з інтерв'ю на радіо, він уже казав, що не мав би жодних заперечень щодо запису нового альбому з іншими учасниками Pink Floyd, але за умови, що за ним було б останнє слово в музичних питаннях. Проте Девід Ґілмор не раз згадував, що тепер відпочиває від виснажливих гастролей, поставивши ще під більшим знаком запитання можливу реактивацію гурту.
У лютому 2005 року на інтернет-сайті Роджера Вотерса було поміщено інформацію, що після 16 років роботи завершилась нарешті праця над його оперою «Ça Ira». Прем'єра подвійного диска відбулася 26 вересня 2005 року, який видала студія Sony Classical. У текстах цього твору йдеться про найсучасніші, пересичені оптимізмом роки Великої французької революції. Серед виконавців були Брін Терфель (баритон), Ying Huang (сопрано) і Paul Groves (тенор). Автором оригінального лібрето був Étienne Roda-Gil, а Вотерс переклав його на англійську, додавши великі фрагменти від себе і написав музику.
20 травня 2006 Вотерс разом з гуртом, який складався з Роджера Тейлора (Queen), Еріка Клептона і колишнього співучасника гурту Ніка Мейсона, заспівав два класичні композиції Pink Floyd «Wish You Were Here» i «Comfortably Numb».

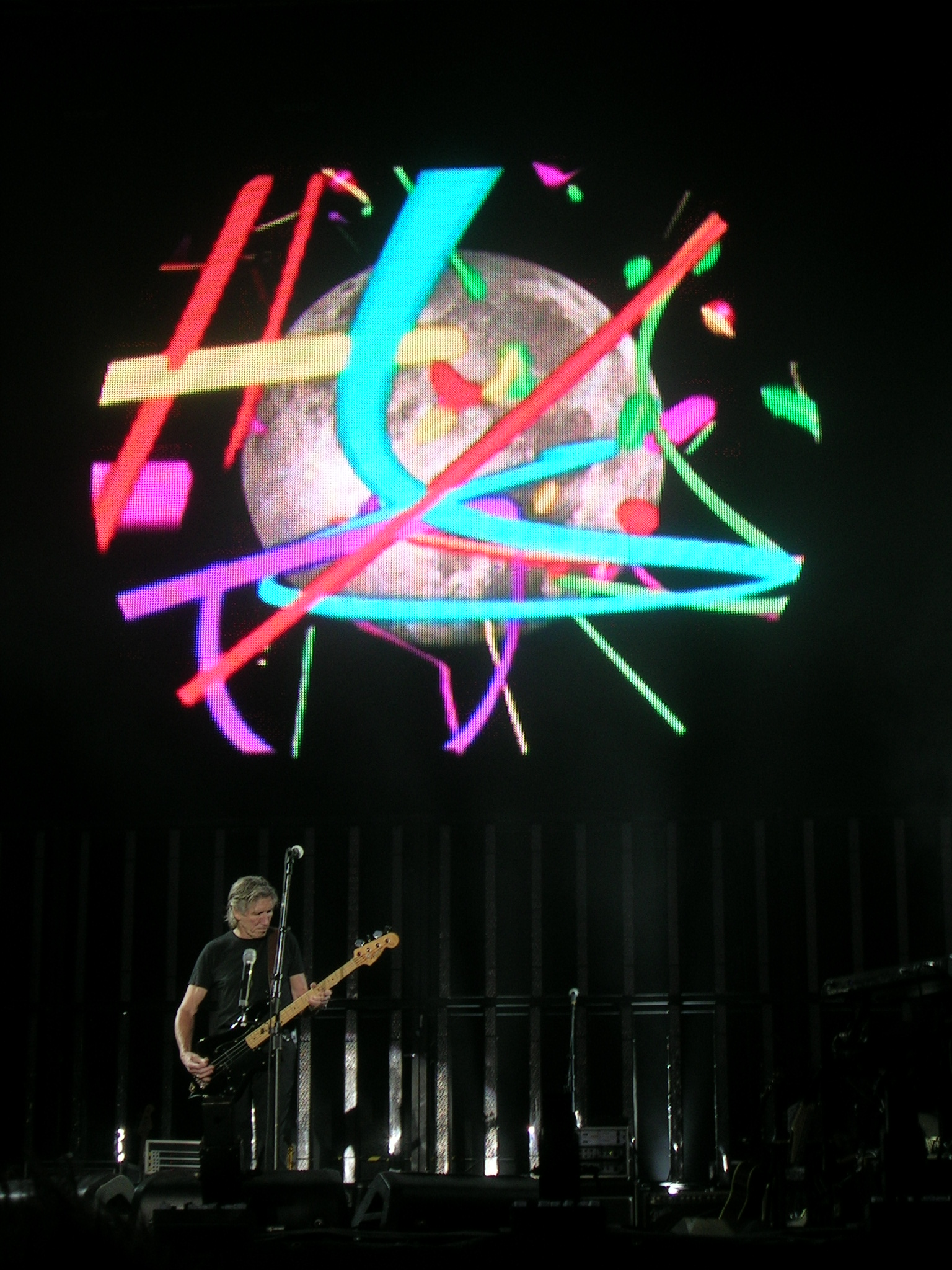
Роджер Вотерс на гастролях, 2006

Улітку 2006 Вотерс вирушив у наступні гастролі — The Dark Side of the Moon Live Tour по Європі та Північній Америці. Концерти було поділено на дві частини. У другій половині Вотерс представляв повну версію класичної сюїти Pink Floyd «The Dark Side of the Moon», а перша складалася із в'язанки різних композицій як із часів гурту, так і з сольної кар'єри. Під час виступів використовувалися стилізовані інсценізації, автором яких був архітектор Mark Fisher, а також найсучасніше звукопідсилювальне обладнання. На декотрих концертах до Вотерса долучався колишній співучасник гурту Pink Floyd, Нік Мейсон. Спробували запросити й Річарда Райта, але він не скористався цією пропозицією, пояснивши, що працює над сольними проектами. Другий етап гастролей починається в січні 2007 року в Австралії, а потім, пролягаючи через Нову Зеландію, Азію, Європу і Південну Африку, повертається до Північної Америки у червні.
7 липня 2006 року через ускладнення, пов'язані з діабетом, помер співзасновник «Pink Floyd» — Сід Барретт. 10 травня 2007 року відбувся присвячений його пам'яті концерт «Madcap's Last Laugh», на якому виступили всі учасники гурту. Вотерс заграв зі свого сольного репертуару відомий твір «Flickering Flame», а Девід Ґілмор, Річард Райт і Нік Мейсон виконали давню композицію свого колишнього лідера «Arnold Layne». Під час виступу назва Pink Floyd не згадувалася.
7 липня 2007 Вотерс, будучи єдиним серед учасників гурту, виступив під час міжнародної низки концертів Live Earth, метою яких було зосередження уваги на глобальній зміні клімату. Під час виступу в Нью-Йорку він виконав вступ до «In the Flesh», «Money», «Us and Them», «Brain Damage» i «Eclipse (Pink Floyd song)». У завершенні прозвучав твір «Another Brick in the Wall, Part II», який він виконав разом з юнацьким хором з Трентона, під знаменитим надувним поросям, що висіло в повітрі.
Вотерс повідомив Джимові Ледду, своєму співпрацівнику з часів «Radio K.A.O.S.», що працює над двома новими проектами: робоча назва одного з них — «Heartland». Нові композиції, які можуть з'явитися на цьому альбомі, були вже видані на диску «Flickering Flame: The Solo Years Vol. 1», а це: «Each Small Candle» і «Flickering Flame». Друга частина цього калейдоскопа торкається теми любові й зосереджується здебільшого на композиціях з «The Pros and Cons of Hitch Hiking». Наступний твір, над яким працює в цей час Вотерс і який може з'явитися на його найостаннішому диску, був записаний на гастролях In The Flesh Tour під час перевірки звучання і названий авторами бутлегів «Woman». Проте в недавньому інтерв'ю по телефону Вотерс визнав, що видання його нового матеріалу дещо відкладається через брак задуму, як поєднати окремі композиції в єдине ціле.
У грудні 2009 року Вотерс поділився планами на гастрольні виступи, під час яких мав виконувати пісні з альбому «The Wall». 6 квітня 2010 року його менеджер Марк Фенвік підтвердив плани щодо цього турне. 12 квітня 2010 року музикант подав дату початку гастролей, котрі розпочнуться з Північної Америки, а завершаться в Європі 2011 року.
21 квітня 2017 року вийшов перший сингл «Smell The Roses» з першого за 25 років рок-альбому Вотерса «Is This The Life We Really Want?». Вотерс в своїх інтерв'ю розповідав, що в композиції «Smell The Roses» легендарна лондонська електростанція Battersea Power Station предстає як фабрика по виробництву боєприпасів. Новий альбом «Is This The Life We Really Want?» Роджера Вотерса вийщов 2 червня 2017 року.

## Апологія

### Сирія
В інтерв'ю Rolling Stone 4 жовтня 2022 року, Вотерс звинуватив сирійську рятувальну групу «Білі шоломи» в тому, що вона «фальшива» всупереч усім протилежним доказам; заявив, що сирійська опозиція імітувала хімічні атаки Башара аль-Асада (союзника Росії), із чим не згоден жоден надійний незалежний експерт; і нещодавно написав відкритий лист української першої леді Олені Зеленської, закликаючи її переконати чоловіка укласти мирний договір з Росією — крок, який би рівнозначно мовчазній згоді на анексію українських земель. Також, в інтерв'ю Вотерс відкидає добре задокументовані звіти про військові злочини Росії в Україні як «брехня, брехня, брехня».

### Ізраїль і Палестина
Те, що він вважає своїм захистом Палестини, для деяких перейшло межу від законної критики до фанатизму, навмисного чи ні. У попередніх шоу Вотерса, наприклад, гігантські свині були прикрашені зіркою Давида поряд з іншими символами. Уотерс неодноразово заявляв, що його проблема в Ізраїлі, а не в євреях загалом. Однак, Вотерс стверджує, що деякі євреї в США та Великій Британії несуть відповідальність за дії Ізраїлю, «особливо тому, що вони платять за все».

### Україна
За тиждень до російського вторгнення в Україну Вотерс сказав інтерв'юеру російського пропагандистського телеканалу «RT», що чутки про те, що Росія планує напасти на Україну, це «нісенітниця» та антиросійська пропаганда.
| «Ці ЗМІ навіюють нам ідею про те, що Росія та Китай — зло, а ми, навпаки, — добрі. Звичайно, ми — коли я говорю ми, я зараз говорю як платник податків у Сполучених Штатах — ні. Ми найгірші як мінімум у 10 разів. Ми вбиваємо більше людей. Ми втручаємось у вибори більшої кількості людей. Ми, Американська імперія, займаємось усім цим гівном.» |
—Роджер Вотерс
У відповідь на питання про зростання свідчень військових злочинів, скоєних Росією, включаючи масові поховання, використання згвалтувань як зброю війни, націлювання на гуманітарні конвої та багато іншого, заявив:
| «Ви бачили це в тому, що я тільки-но назвав вам західною пропагандою. Це прямо протилежне висловлюванню «російська пропаганда»; росіяни втрутилися у наші вибори; це зробили росіяни, то зробили росіяни... Це все брехня, брехня, брехня, брехня.» |
| «Не забувайте, що я внесений до списку до знищення, який підтримує український уряд. Я в гребанному списку, а нещодавно людей убивали… Але коли тебе вбивають, на твоєму фото пишуть «ліквідований». Ну, я одна з цих чортових картинок.» «І коли я читаю коментарі до матеріалу у своєму блозі, які критикує мене за мої… Я завжди йду і дивлюся, звідки це взялося. І дивно, як часто, коли я відстежую все це, я потрапляю на da.ukraine.org.» | — Роджер Вотерс про неіснуючий сайт.
| «Тому що це непотрібна війна. І ці люди не повинні вмирати. І Росію не потрібно було заохочувати до вторгнення в Україну ("the Ukraine") після того, як вони протягом 20 років намагалися уникнути цього, пропонуючи західним урядам дипломатичні заходи.» |
Іншими словами, Вотерс упевнений, що рішення Путіна вторгнутися до України — це провина НАТО.

## Дискографія
| - з гуртом Pink Floyd - «The Piper at the Gates of Dawn» (1967) - "A Saucerful of Secrets (1968) - «More» (1969) - «Ummagumma» (1969) - «Atom Heart Mother» (1970) - «Relics» (1971) - «Meddle» (1971) - «Obscured by Clouds» — музика до фільму «Долина» (La Vallée) (1972) - «The Dark Side of the Moon» (1973) - «Wish You Were Here» (1975) - «Animals» (1977) - «The Wall» (1979) - «A Collection of Great Dance Songs» (1981) - «The Final Cut» (1983) | - сольні альбоми - «Music From „The Body“» (1970) - «The Pros and Cons of Hitch Hiking» (1984) - «When the Wind Blows» (1986) - «Radio K.A.O.S.» (1987) - «The Wall Live in Berlin» (1990) - «Amused to Death» (1992) - «In the Flesh Live» (2000) - «Flickering Flame: The Solo Years Vol. 1» (2002) - «Ça Ira» (2005) |